# King's Rhapsody
King's Rhapsody é um filme britânico de 1955, do gênero drama romântico-musical, dirigido por Herbert Wilcox, com roteiro baseado no musical homônimo de Ivor Novello.